# Zeliha Hanning

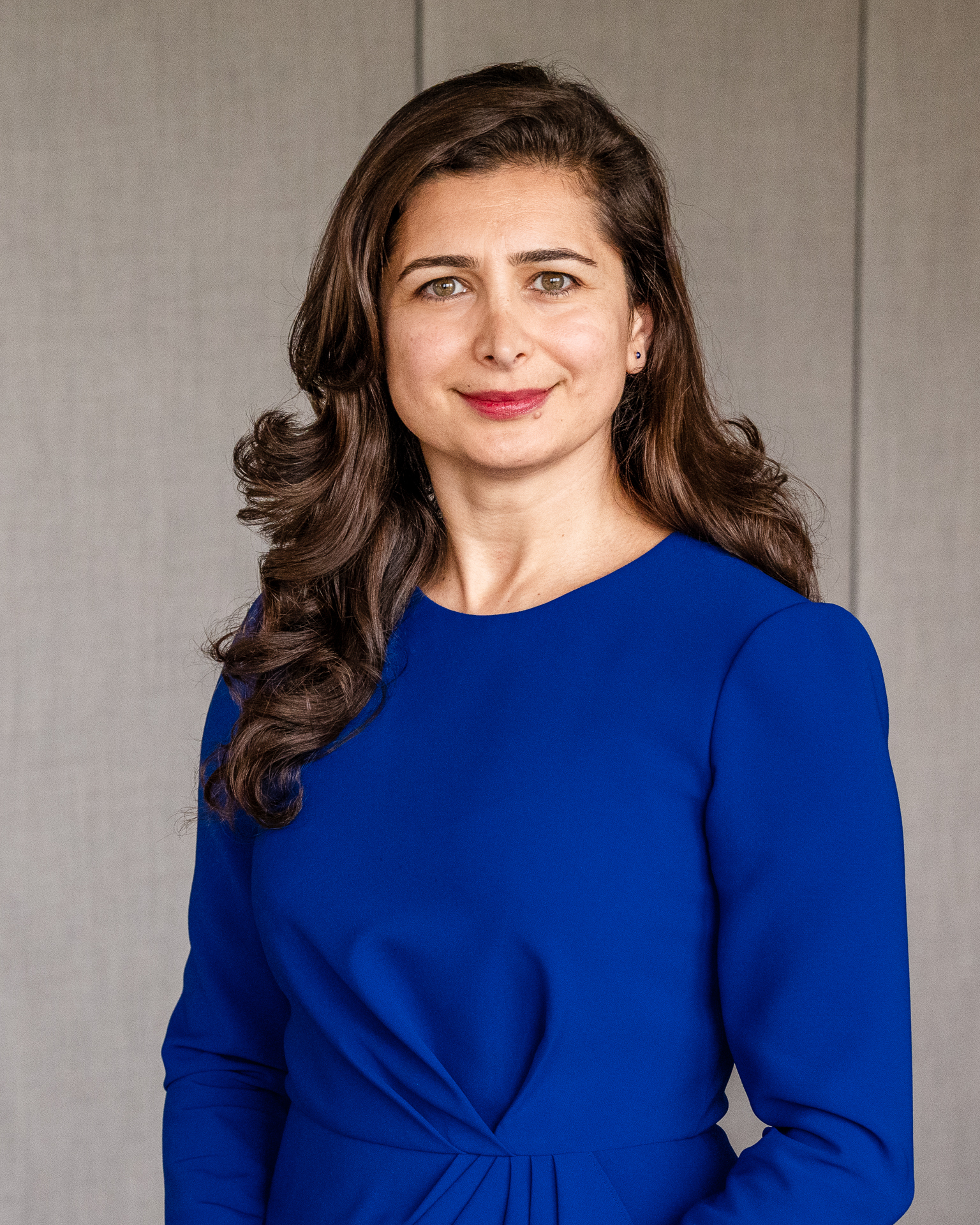
Zeliha Hanning (2024)

Zeliha Hanning (* 1979 in Bielefeld) ist eine deutsche Managerin und seit 2021 Vorstandsvorsitzende der Württembergischen Versicherung AG sowie Mitglied des Vorstands der Württembergischen Lebensversicherung AG. Beide Unternehmen sind Teil der Wüstenrot & Württembergische-Gruppe mit Sitz in Kornwestheim. Damit ist Zeliha Hanning eine der wenigen weiblichen Vorstandsvorsitzenden in der deutschen Versicherungsbranche.

## Werdegang
Zeliha Hanning absolvierte eine Ausbildung zur Versicherungskauffrau. Anschließend studierte sie bis 2003 am Berufsbildungswerk der Versicherungswirtschaft in Bielefeld mit dem Abschluss Versicherungsfachwirtin. Seit 2000 ist Zeliha Hanning für die Württembergische Versicherung AG tätig. 2010 wechselte sie in Führungspositionen im Vertrieb, leitete später den Bereich Produktentwicklung und Strategie Komposit und war Bereichsleiterin der Abteilung Organisation und IT-Steuerung in der Wüstenrot & Württembergische-Gruppe.
Von 2012 bis 2019 war Hanning in unterschiedlichen Leitungsfunktionen mit der Entwicklung und Umsetzung strategischer Projekte der W&W-Gruppe beauftragt. Zudem begann sie im Jahr 2018 ein berufsbegleitendes Studium zur Betriebsökonomin im St. Gallener Management Institut (SGMI), das sie 2020 mit Diplom abschloss. Seit 2021 ist sie Vorstandsvorsitzende der Württembergischen Versicherung AG und Mitglied des Vorstands der Württembergischen Lebensversicherung AG. Außerdem leitet Hanning das Vertriebsressort der Württembergischen Versicherungsgruppe und ist Geschäftsfeldleiterin für die Sachversicherung. Die Managerin ist maßgeblich an der digitalen Transformation des Unternehmens beteiligt.

## Mitgliedschaften
- Mitglied im Ausschuss Vertrieb des Gesamtverband der Deutschen Versicherungswirtschaft e.V. (GDV)
- Mitglied im Präsidialausschuss Risikoschutz für Gesellschaft und Wirtschaft des Gesamtverband der Deutschen Versicherungswirtschaft e.V. (GDV)
- Mitglied im Haushalts- und Rechnungsprüfungsausschuss des Gesamtverband der Deutschen Versicherungswirtschaft e.V. (GDV)
- Regionalkreis Vertrieb Süd des Gesamtverband der Deutschen Versicherungswirtschaft e.V. (GDV)
- Mitglied Maklerbeirat Komposit
- Mitglied des Beirats Personenversicherung & Investment